# Jean Baptiste Fidèle Bréa
Jean Baptiste Fidèle Bréa (Mentone, 24 aprile 1790 – Parigi, 25 giugno 1848) è stato un generale francese.

## Biografia
All'età di otto anni entrò al liceo imperiale e ne uscì per andare alla Scuola militare di Champ de Mars a Parigi. Divenne sottotenente nel 1807, tenente nel 1809, capitano nel 1812, comandante di squadrone nel 1816, tenente colonnello nel 1831.
Combatté nelle campagne del 1807 e 1808 in Calabria, con la Grande Armata nel 1809, nuovamente in Calabria nel 1810 e 1811, ancora nella Grande Armata dal 1812 al 1813 e nel 1815 partecipò alla battaglia di Waterloo.
Il 16 ottobre 1813, di fronte a Holsauzen, alla mezza, il generale Charpentier ricevette dal generale Oudinot l'ordine d'impadronirsi di una ridotta svedese. Numerose fosse nel terreno non consentivano il trasporto dell'artiglieria in quella direzione e il livello elevato, l'artiglieria e il numero dei difensori, rendevano problematico l'assalto alla ridotta.
Tuttavia, sotto il terribile fuoco proveniente dalla ridotta, l'11º corpo della 36ª divisione avanzò armi in pugno e a passo cadenzato, il loro generale di divisione in testa. A metà della portata della mitraglia, il generale Charpentier ordinò di accelerare il passo ai piedi della postazione disponendo il passo di carica. I capitani Bréa, Moricourt e Bonnet furono i primo a raggiungere la sommità, tutti e tre appartenenti al 22º reggimento di fanteria leggera, che formava la testa della colonna. Precipitatisi nella ridotta, essi attaccarono con le sciabole gli addetti ai pezzi e trascinarono i loro uomini, mettendo in fuga il nemico.
Il generale Charpentier, comandante la 36ª divisione, staccò la sua croce d'oro e la consegnò al capitano Bréa in segno di soddisfazione, alla presenza di tutta la divisione schierata in colonne e dei generali Meunier e Charras.
Il 19 ottobre, durante la battaglia di Lipsia, il capitano Bréa, colpito da due pallottole, fu dato per morto sul campo di battaglia.
Il 19 giugno 1815, nella Battaglia di Quatre-Bras, alla testa di 140 carabinieri del 1º reggimento di fanteria leggera, egli caricò alla baionetta un quadrato di fanteria formato da scozzesi e, in questa azione, segnalata come uno dei fatti d'arme della giornata, 43 carabinieri e 2 dei suoi ufficiali furono messi fuori combattimento.
Bréa fu nominato cavaliere della Legion d'onore il 21 giugno 1813, ufficiale del medesimo ordine il 17 marzo 1815, Cavaliere dell'Ordine di San Luigi il 25 agosto 1823, Cavaliere dell'Ordine reale delle Due Sicilie il 14 maggio 1813, Cavaliere dell'Ordine al merito militare del Württemberg il 25 agosto 1813, colonnello il 6 gennaio 1836.
Prese parte alle campagne di Spagna nel 1823 e del Belgio nel 1831. Il 20 aprile 1845 fu insignito del grado di Maresciallo di campo.
Durante le giornate di giugno del 1848 fu incaricato di operare contro gli insorti della riva sinistra della Senna, che egli riuscì a respingere oltre le mura, ma nella speranza di ricondurli con mezzi pacifici, avanzò verso di loro al di fuori della porta di Fontainebleau per parlare: catturato come ostaggio, venne fucilato il 25 giugno.

## Riconoscimenti

### Alla memoria
Dal 1850 Parigi gli ha dedicato una via, la rue Bréa.
Altrettanto fece la città di Nantes.

## Fonti
- (FR)  Marie-Nicolas Bouillet e Alexis Chassang (dir.), «Jean Baptiste Fidèle Bréa » dans Dictionnaire universel d’histoire et de géographie, 1878
- (FR)  Charles Mullié, « Jean Baptiste Fidèle Bréa », dans  Biographie des célébrités militaires des armées de terre et de mer de 1789 à 1850, 1852